# Partener în investiții
Partener în investiții este o persoană colaboratoare care este dispusă să investească bunuri bănești, materiale sau intelectuale pentru realizarea unui scop comun. În opinia domnului dr. Tibor Palánkai, partenerul în investiții colaborează cu speranța unui succes sau profit real mai mare față de celelalte investiții. Partenerii în investiții pot fi:
1. instituționali (bancă, societăți de leasing, insituții speciale de credite, stat) 
2. neinstituționali (înger în afaceri, un membru al familiei sau orice persoană fizică).